# Магкаев, Зураб
Зураб Магкаев (Елиханов) (конец XVII в. — посл. четверть XVIII в.) — дипломат, общественный и государственный деятель Осетии XVIII века. Выходец из североосетинского селения Зарамаг. Руководитель осетинского посольства в Петербурге (1749—1752).

## Биография
Зураб Магкаев (встречается в документах как Елиханов, Егоров, Азозов) родился в цитадели галуана (мощное укрепление включая родовую башню) Магкаевых в Зарамаге (год рождения не установлен).
Воспитывался при дворе грузинского царя Вахтанга VI (и состоял там казначеем в 1720-х годах), был для своего времени высокообразованным и мудрым политиком. Именно Магкаев возглавил первое осетинское посольство в Петербург для обращения к российскому правительству с просьбой о присоединении Осетии к России и возможности переселения горцев на плоскость. Магкаев свободно владел русским, грузинским и кабардинским языками, и как политик и дипломат, по характеристике кабардинских князей, был известен на всем Северном Кавказе «от самых горских черкесов по тракту до Осетии».
Происходившие в первой половине XVIII в. перемены выдвинули Зураба Магкаева как политического лидера Осетии, возглавившего решение общенациональных задач. Он сумел укрепить внутреннее политическое единство страны и установил тесные дипломатические отношения с соседними народами. Особое значение в деле возрождения Осетии Зураб Магкаев придавал возвращению части исторической территории, утерянной осетинами в пору татаро-монгольского нашествия. Эту задачу, считал Магкаев, Осетии не решить без всесторонней поддержки российского государства.
Переговоры с Россией завершились официальным приемом, устроенным в декабре 1751 г. императрицей Елизаветой Петровной в честь осетинского посольства. После этих переговоров в истории русско-осетинских отношений начался новый период, приведший к присоединению Осетии к России в 1774 году.
С прибытием в Осетию Осетинской духовной комиссии Зураб Магкаев принимал активное участие в её деятельности, с комиссией он ездил по всей Осетии.

## Память
- В 2007 году образ Зураба Магкаева был увековечен на его родине, в Северной Осетии. Памятник создан скульптором Олегом Саргасовым в соавторстве с Сергеем Цахиловым и Станиславом Тавасиевым. Он виден со всех сторон Зарамагской котловины. Монумент расположен на высоком утесе, напротив средневекового храма[5].
- Во Владикавказе именем Зураба Магкаева названа улица.